# Andreas Tyrone Svensson
Andreas Tyrone Svensson (n. 12 de junio de 1973 en Nässjö, Suecia), más conocido por el sobrenombre de Dregen, es el guitarrista de la banda sueca de punk rock Backyard Babies desde 1987 y lo fue de The Hellacopters hasta 1998. Está casado con Pernilla Andersson.
Dregen también desempeñó un importante papel en la banda de rock Supershit666 junto a Ginger de The Wildhearts como vocalista y guitarrista, Nicke Andersson de The Hellacopters como batería, y el productor sueco Tomas Skogsberg como bajista. El único álbum de Supershit666 fue un EP homónimo de seis canciones grabado en el estudio de grabación Inferno y lanzado en 1999. Ginger y Dregen han dicho reiteradamente en varias entrevistas que les gustaría hacer una gira y tal vez sacar un nuevo disco con Supershit666.
También forma parte de Imperial State Electric junto con Nicke Royale vocalista de Hellaopters

## Discografía

### Backyard Babies
- Diesel & Power - (1994, relanzado en 2006)
- Total 13 - (1997)
- Making Enemies is Good - (2001)
- Stockholm Syndrome - (2003)
- People Like People Like People Like Us - (2006)
- Backyard Babies - (2008)

### The Hellacopters
- Supershitty to the Max! (1996)
- Payin' the Dues (1997)

### Supershit666
- Supershit666 (1999)

### Dregen and Tyla
- The Poet & The Dragon (2004)

### Urrke T & The Midlife Crisis
- Ask Not What You Can Do For Your Country (2004)

### Dregen The Queen
- Dregen makes love to a goat and records it (2007)

### Imperial State Electric
- Imperial State Electric (2010)